# Moeder Angelica
Rita Antoinette Rizo (Canton, 20 april 1923 – Hanceville, 27 maart 2016), kloosternaam Moeder Maria Angelica, was een katholieke zuster van de Clarissen van de Eeuwige Aanbidding.
Ze was oprichtster van:
- Eternal Word Television Network (EWTN)
- De katholieke congregatie van de Franciscaner Missionarissen van het Eeuwig Woord ((la)  Missionarii Franciscani Verbi Aeterni (M.F.V.A.)), die in 1987 in Irondale werd opgericht.

Moeder Maria Angelica overleed op Eerste Paasdag 2016 op 92-jarige leeftijd.